# ロワール＝エ＝シェール県
ロワール＝エ＝シェール県（ロワール＝エ＝シェールけん、仏: Loir-et-Cher、フランス語発音: [lwa.ʁ‿e.ʃɛʁ]）は、フランス北中部の県である。サントル＝ヴァル・ド・ロワール地域圏に属し、県名はロワール川 (Loir) とシェール川に由来する。

## 歴史

1790年以前の州で色分けされた県の地図

フランス革命期の1790年3月4日に設置された83県のひとつである。オルレアネ州とトゥーレーヌ州の一部、ベリー州、メーヌ州、ラ・ペルシュ州の一部で構成される。

## 地理
現在はサントル＝ヴァル・ド・ロワール地域圏に所属し、北でウール＝エ＝ロワール県、北東でロワール県、南東でシェール県、南でアンドル県、南西でアンドル＝エ＝ロワール県、西でサルト県と隣接する。
面積はフランスの県で31番目に大きい6314平方km。県内を流れるロワール川が、県都ブロワと西のトゥールや東のオルレアンとの交通を容易にしている。
主な河川にブロワが面するロワール川 (Loire) のほか、その支流のロワール川(Loir) やシェール川がある。

## 人口統計
| 1968年  | 1975年  | 1982年  | 1990年  | 1999年  | 2006年  | 2007年  |
| ------- | ------- | ------- | ------- | ------- | ------- | ------- |
| 267 896 | 283 686 | 296 220 | 305 937 | 314 968 | 325 183 | 326 290 |

出典: SPLAF  et INSEE pour les années 2006 et 2007

## 観光
世界遺産「シュリー＝シュル＝ロワールとシャロンヌ間のロワール渓谷」に含まれる、ブロワ城、シャンボール城、ショーモン城、シュヴェルニー城、ポンパドゥール夫人ゆかりのメナール城など、多くの古城を擁する。

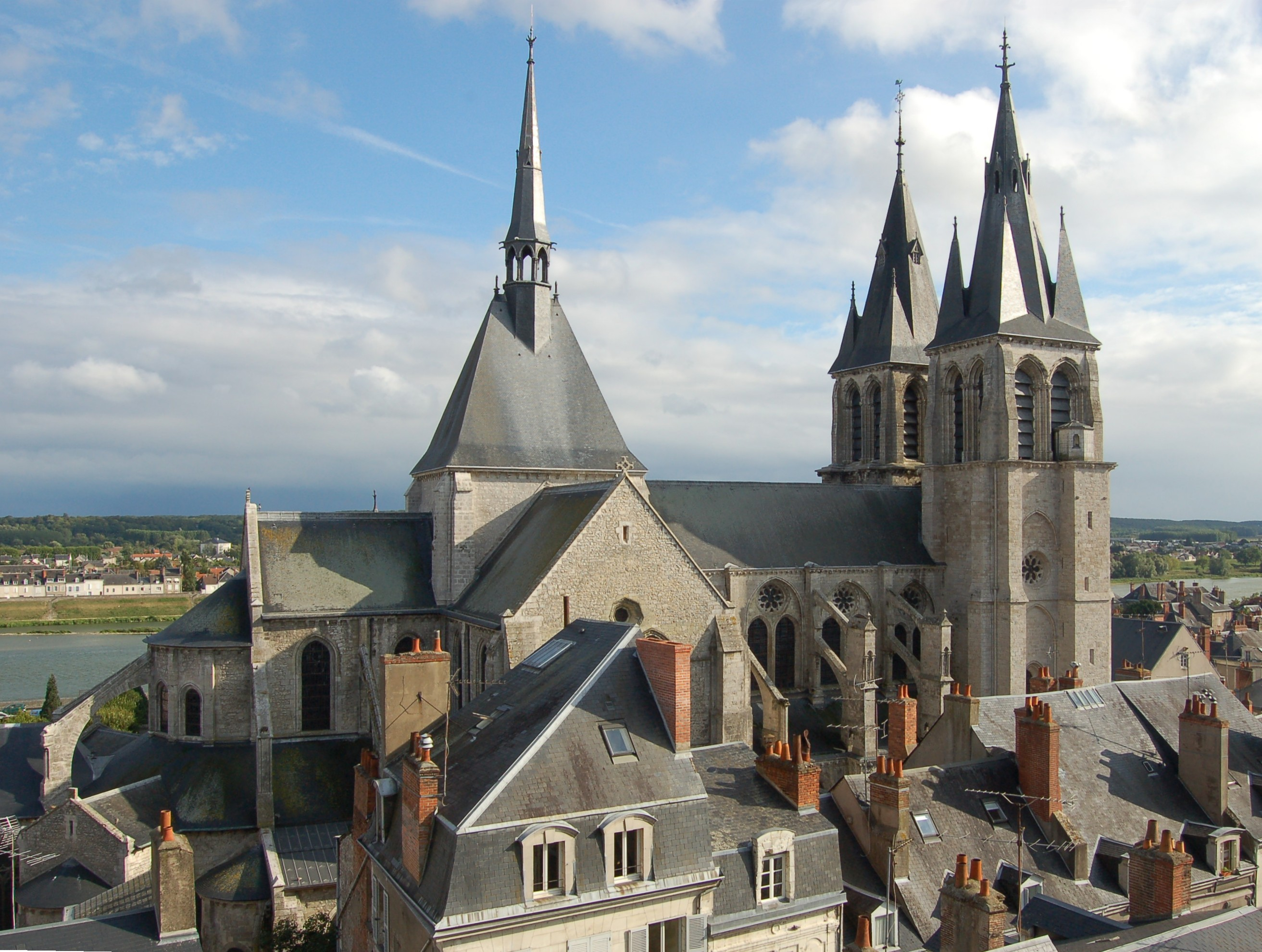
ブロワ
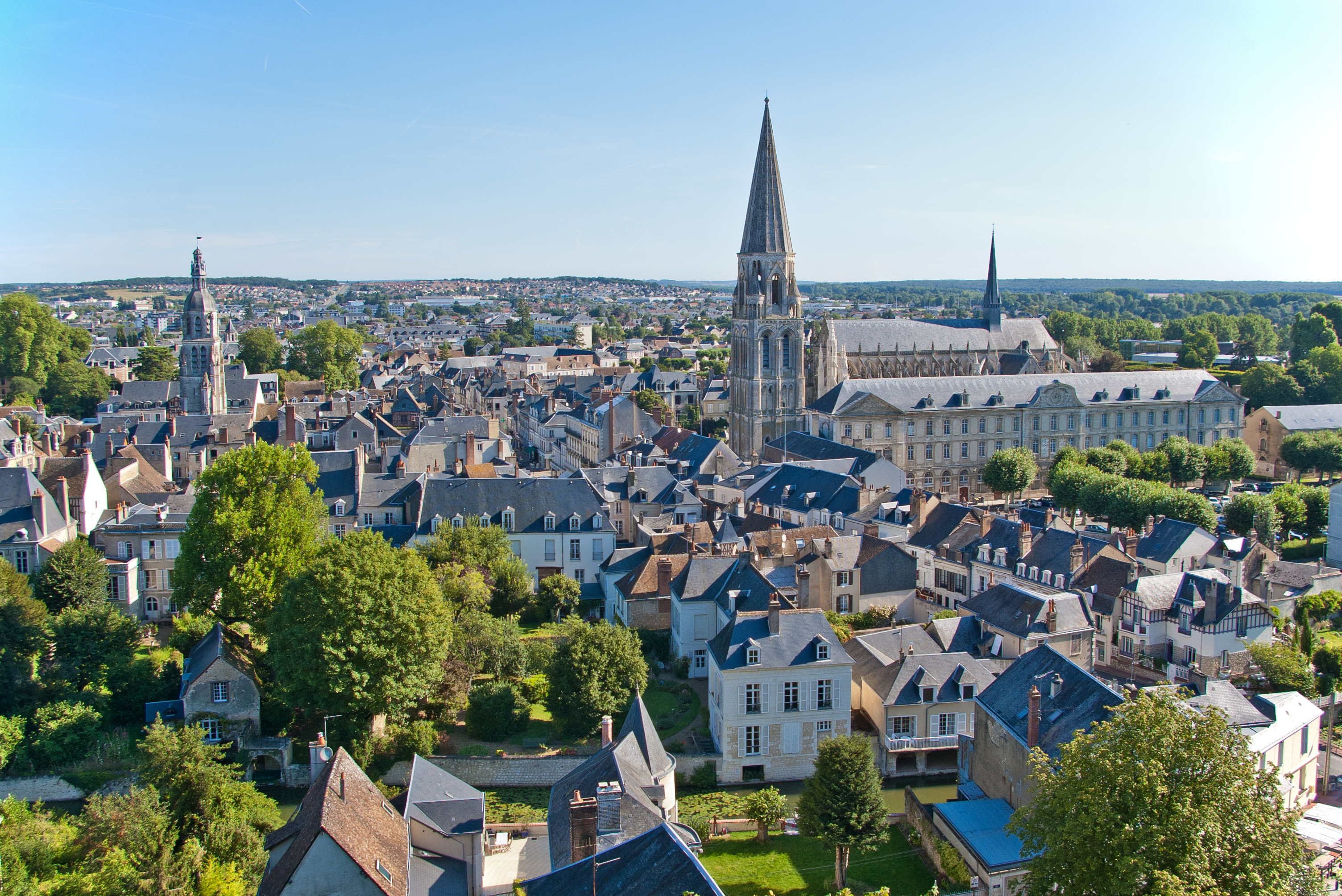
ヴァンドーム
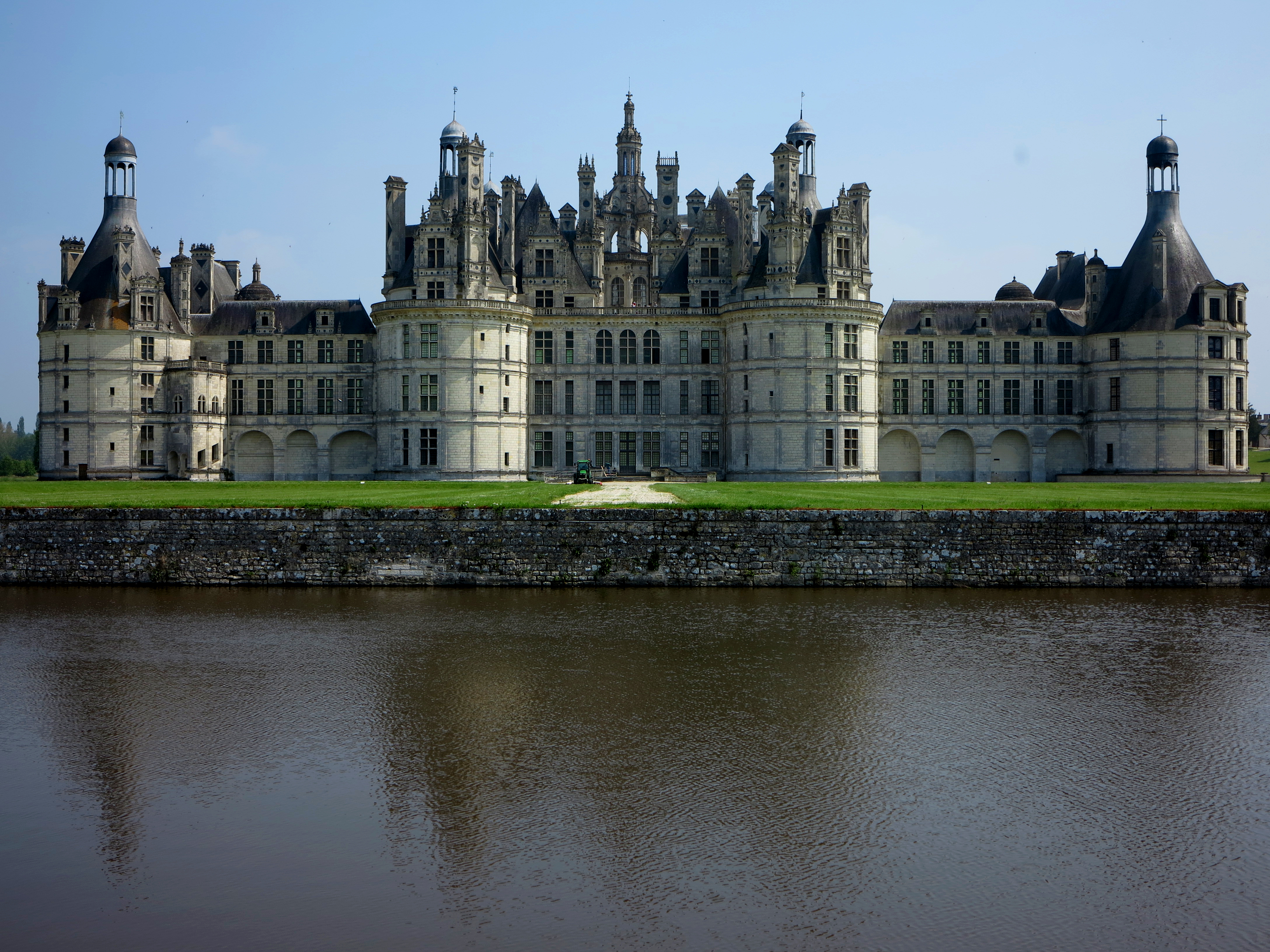
シャンボール城
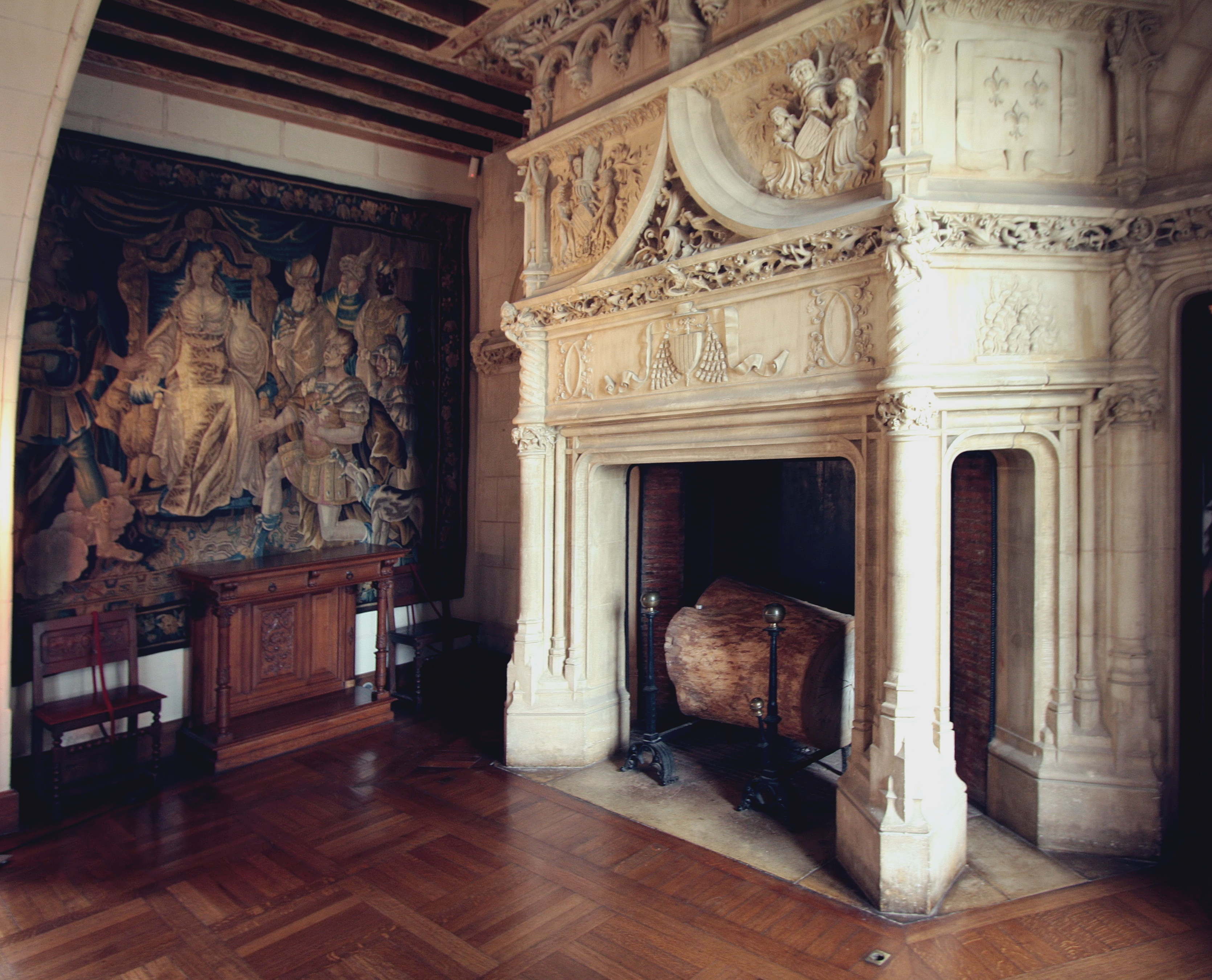
ショーモン城の内部
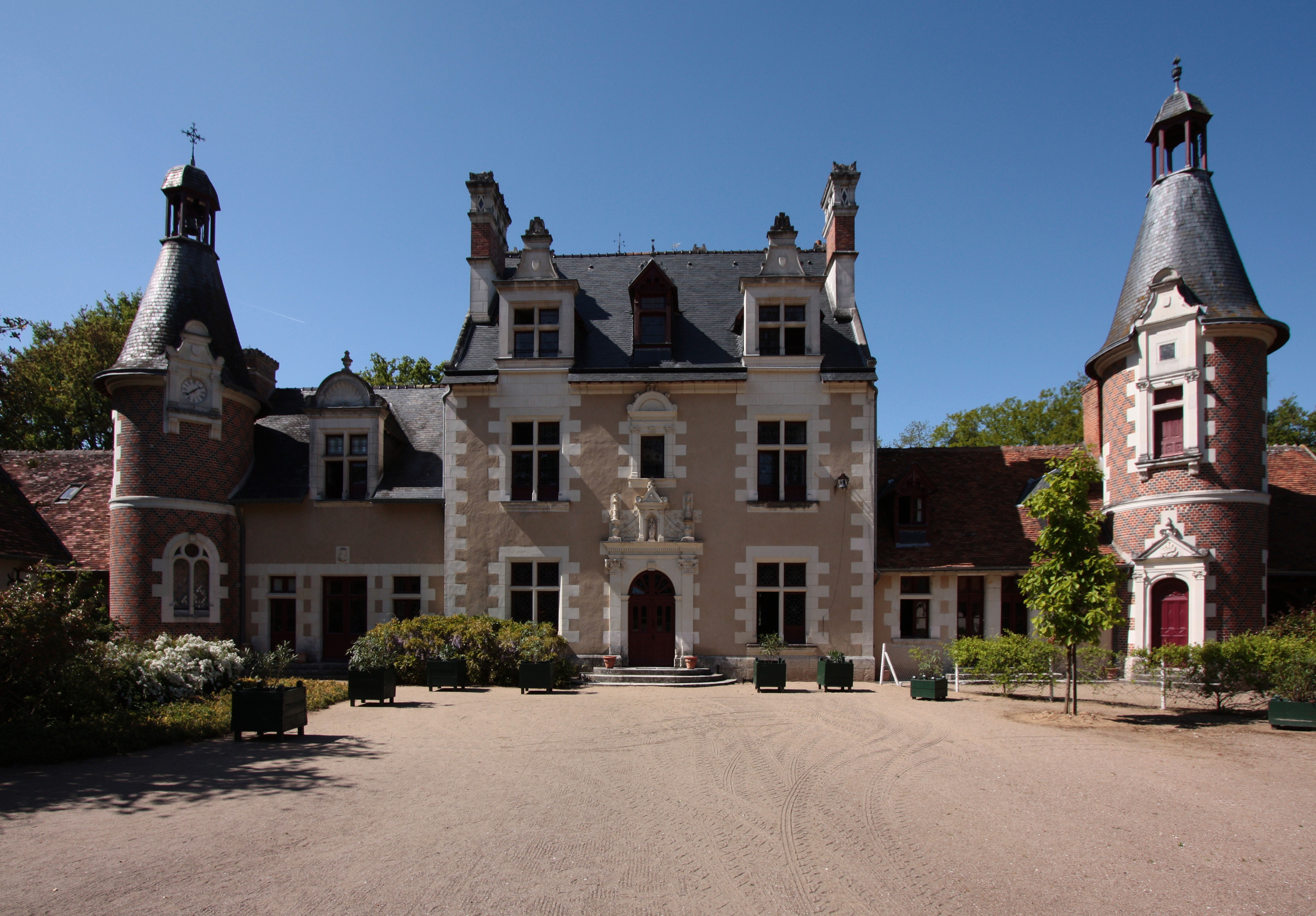
トルセー城
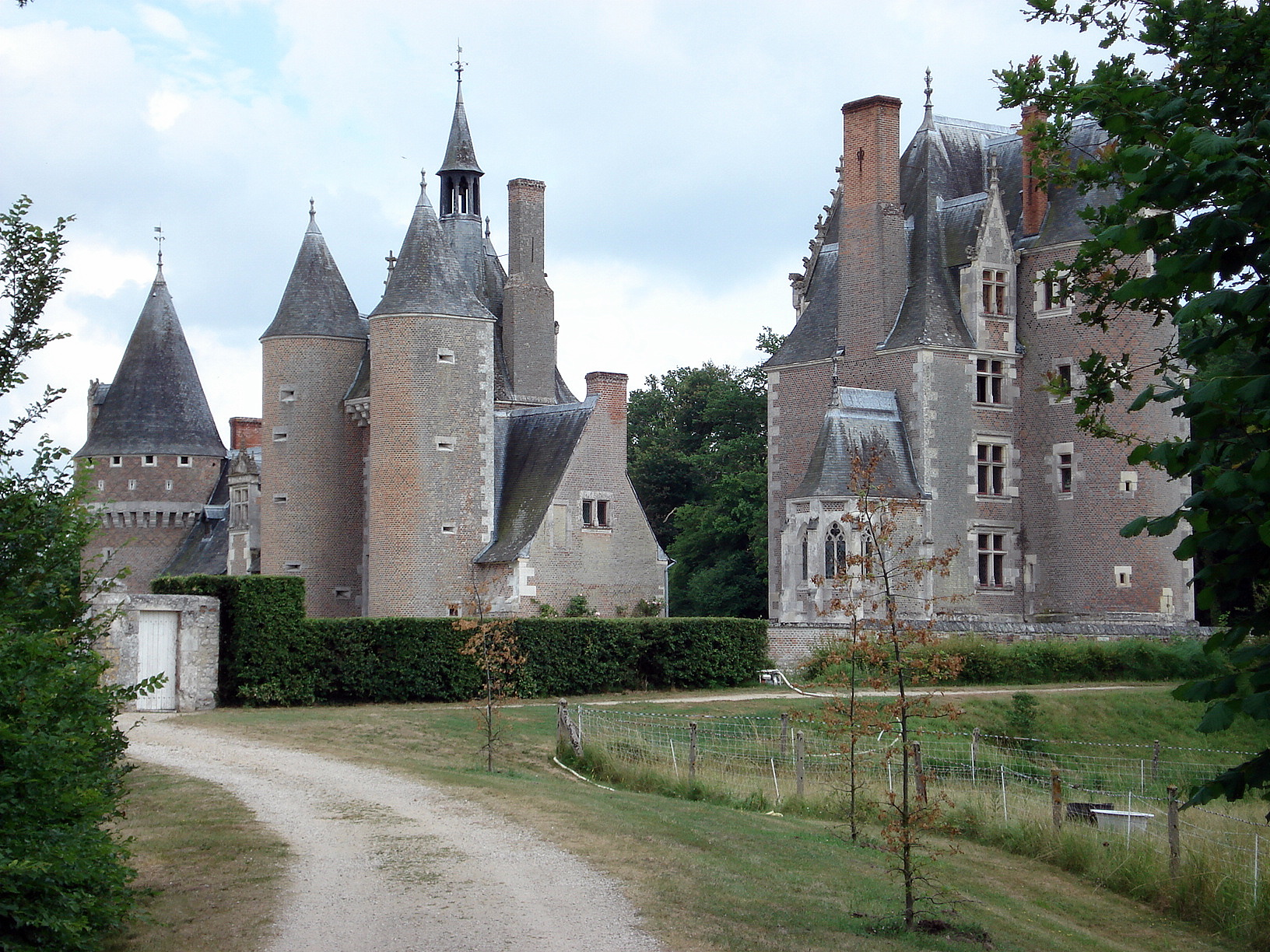
ムーラン城 (fr)